# 永犬丸東町
永犬丸東町（えいのまるひがしまち）は福岡県北九州市八幡西区の地名。永犬丸東町一丁目から三丁目の町がある。住居表示実施済み。郵便番号は807-0842。

## 地理
八幡西区の中部西側に位置し、北に美原町および的場町、北東に養福寺町、東に上の原、南に沖田、南西に三ケ森、西に永犬丸と接する。

### 湖沼
- 名前谷池

## 地域の特徴
東縁に沿って南北に国道200号が、北縁に沿って東西に県道48号中間引野線が走る。筑豊電気鉄道線の永犬丸駅付近から三ヶ森駅の中間地点までの線路の東側に位置しており、三ヶ森方面から見て高台となっている。

## 歴史
かつてこの辺りは大字永犬丸の名前原という字であった。また上の原との境目にある名前谷公園も名前谷という字に由来している。なお分譲地を販売する際にひばりヶ丘という名を用いたことから、町内の公園の名前がひばりヶ丘東公園、ひばりヶ丘西公園となっている。

### 沿革
- 1985年（昭和60年）6月1日 - 永犬丸東町一丁目 - 三丁目新設[4][5]。

### 町名の変遷
| 実施内容          | 実施年月日               | 実施後           | 実施前                       |
| ----------------- | ------------------------ | ---------------- | ---------------------------- |
| 町名新設 住居表示 | 1985年（昭和60年）6月1日 | 永犬丸東町一丁目 | 大字永犬丸，大字引野の各一部 |
| 町名新設 住居表示 | 1985年（昭和60年）6月1日 | 永犬丸東町二丁目 | 大字永犬丸の一部             |
| 町名新設 住居表示 | 1985年（昭和60年）6月1日 | 永犬丸東町三丁目 | 大字永犬丸の一部             |

## 世帯数と人口
2025年（令和7年）3月31日現在（北九州市発表）の世帯数と人口は以下の通りである。
| 町               | 世帯数  | 人口    |
| ---------------- | ------- | ------- |
| 永犬丸東町一丁目 | 270世帯 | 572人   |
| 永犬丸東町二丁目 | 363世帯 | 686人   |
| 永犬丸東町三丁目 | 306世帯 | 625人   |
| 計               | 939世帯 | 1,883人 |

### 人口の変遷
国勢調査による人口の推移。
| 1995年（平成7年）  | 2,255人 | [ 6 ]  |  |
| 2000年（平成12年） | 2,234人 | [ 7 ]  |  |
| 2005年（平成17年） | 2,204人 | [ 8 ]  |  |
| 2010年（平成22年） | 1,990人 | [ 9 ]  |  |
| 2015年（平成27年） | 1,972人 | [ 10 ] |  |
| 2020年（令和2年）  | 1,817人 | [ 11 ] |  |

### 世帯数の変遷
国勢調査による世帯数の推移。
| 1995年（平成7年）  | 812世帯 | [ 6 ]  |  |
| 2000年（平成12年） | 822世帯 | [ 7 ]  |  |
| 2005年（平成17年） | 861世帯 | [ 8 ]  |  |
| 2010年（平成22年） | 829世帯 | [ 9 ]  |  |
| 2015年（平成27年） | 853世帯 | [ 10 ] |  |
| 2020年（令和2年）  | 818世帯 | [ 11 ] |  |

## 学区
市立小・中学校に通う場合、学区は以下の通りとなる。
| 町               | 街区 | 小学校                 | 中学校               |
| ---------------- | ---- | ---------------------- | -------------------- |
| 永犬丸東町一丁目 | 全域 | 北九州市立永犬丸小学校 | 北九州市立沖田中学校 |
| 永犬丸東町二丁目 | 全域 | 北九州市立永犬丸小学校 | 北九州市立沖田中学校 |
| 永犬丸東町三丁目 | 全域 | 北九州市立永犬丸小学校 | 北九州市立沖田中学校 |

## 交通

### バス
域内のバス停と系統は以下のとおりである。
| 運行事業者 | 運行事業者       | 西鉄バス北九州 | 西鉄バス北九州 | 西鉄バス北九州 | 西鉄バス北九州 | 西鉄バス北九州 |
| 系統       | 系統             | 57             | 74             | 74-1           | 75             | 150            |
| 停留所     | 榊姫神社         |                | ○              | ○              |                |                |
| 停留所     | 八幡南高校下     |                | ○              | ○              |                |                |
| 停留所     | 養福寺裏         | ○              | ○              | ○              |                |                |
| 停留所     | 名前谷橋         |                |                |                | ○              | ○              |
| 停留所     | 永犬丸東町一丁目 |                |                |                | ○              | ○              |

### 道路
- 国道200号
- 県道48号中間引野線

## 施設

### 社会福祉施設
- 永犬丸東町2丁目年長者いこいの家

### 公営住宅
- 市営永犬丸東町団地

### 寺社
- 榊姫神社

### 公園
- 永犬丸1号公園
- 永犬丸3号公園
- 永犬丸東町一丁目公園
- 永犬丸東町二丁目公園
- 永犬丸東町三丁目公園
- 榊姫公園
- 名前谷公園
- ひばりヶ丘東公園
- ひばりヶ丘西公園